# Bateria Jesuit Hill
Bateria Jesuit Hill (malt. Batterija tal-Għolja tal-Ġiżwiti, ang. Jesuit Hill Battery), znana też jako Bateria Jesuit (ang. Jesuit Battery) lub Bateria Point Cortin (ang. Point Cortin Battery) – bateria artyleryjska w Marsie na Malcie, zbudowana przez powstańców maltańskich podczas blokady Francuzów w latach 1798–1800. Stanowiła część łańcucha baterii, redut i umocnień (entrenchments), okrążających francuskie pozycje w Marsamxett i Grand Harbour.
Bateria została zbudowana na wzgórzu, znanym jako Jesuit Hill. Była to nieduża konstrukcja, w jej skład wchodził niewielki kamienny parapet z dwoma strzelnicami, magazyn wbudowany w jedną stronę platformy działowej oraz zbudowany z gruzu mur osłonowy z drugiej. Magazyn był zamaskowany i ochraniany grubą warstwą ziemi. Duży budynek z tyłu służył jako koszary lub blokhauz. Baterię uważano za wysunięty posterunek obozu Tas-Samra, jej załogę stanowili mężczyźni z Qormi. Uzbrojona była w dwa działa. Pierwszy strzał z baterii oddano 5 kwietnia 1799 roku. Niedaleko, na niższym terenie blisko brzegu, znajdowała się Bateria Marsa. 
Tak jak inne fortyfikacje z okresu blokady Francuzów, bateria została rozebrana, prawdopodobnie po roku 1814. Współcześnie nie ma żadnych widocznych śladów po tych konstrukcjach, a teren jest zajęty przez zabudowania Elektrowni Marsa.